# 1954-es labdarúgó-világbajnokság-selejtező
Az 1954-es labdarúgó-világbajnokság selejtezőire 45 ország válogatottja adta be nevezését, a végső tornán azonban csak 16 csapat vehetett részt. A címvédő Uruguay és a házigazda Svájc automatikus résztvevője volt a tornának, így 14 hely maradt szabadon.
A FIFA nem fogadta el Izland, Bolívia, Costa Rica, Kuba, Indiai és Dél-Vietnám nevezését, a maradék 37 országot pedig 13 csoportba osztotta a következő területi elvek szerint:
- 1-10. csoport: Európa; 27 ország (köztük Egyiptom és Izrael is) 11 továbbjutó helyre.
- 11-12, csoport: Amerika; 7 ország 2 továbbjutó helyre.
- 13. csoport: Ázsia; 3 ország 1 továbbjutó helyre.

Végül 33 ország válogatottja lépett pályára, összesen 57 mérkőzést rendeztek, ezeken 208 gól esett.

## Csoportok
A 13 csoportban különféle szabályok szerint választották ki a továbbjutókat:
- 1., 2., 4., 8. és 10. csoport: Ezekben a csoportokban 3 csapat volt. A csoportokon belül oda-visszavágós rendszerben játszottak a csapatok. A csoportgyőztesek kvalifikálták magukat a döntőre.
- 3. csoport: Itt négy csapat volt, mindenki egyszer játszott mindenkivel. A csoport első két helyezettje kvalifikálta magát a döntőre.
- 5., 6., 7. és 9. csoport: Kétcsapatos csoportok, ahol oda-visszavágós mérkőzésen döntöttek a továbbjutóról. Mivel ekkor még az idegenbeli gólszerzésnek külön nem volt jelentősége, döntetlen esetén semleges pályán harmadik mérkőzés, ennek eldöntetlensége esetén sorsolás döntött a továbbjutóról.
- 11. csoport: Négycsapatos csoport, oda-visszavágós rendszerben mindenki játszott mindenkivel. A csoportgyőztes kvalifikálta magát a döntőre.
- 12. csoport: Háromcsapatos csoport, oda-visszavágós rendszerben mindenki játszott mindenkivel. A csoportgyőztes kvalifikálta magát a döntőre.
- 13. csoport: Háromcsapatos csoport, de Tajvan a sorozat megkezdése előtt visszalépett, így a maradék két csapat oda-visszavágós rendszerben játszott, a győztes kvalifikálta magát a döntőre.

### 1. csoport
| Időpont             | Helyszín    |            | Eredmény |            |
| ------------------- | ----------- | ---------- | -------- | ---------- |
| 1953. június 24.    | Oslo        | Norvégia   | 2 – 3    | Saar-vidék |
| 1953. augusztus 19. | Oslo        | Norvégia   | 1 – 1    | NSZK       |
| 1953. október 11.   | Stuttgart   | NSZK       | 3 – 0    | Saar-vidék |
| 1953. november 8.   | Saarbrücken | Saar-vidék | 0 – 0    | Norvégia   |
| 1953. november 22.  | Hamburg     | NSZK       | 5 – 1    | Norvégia   |
| 1954. március 28.   | Saarbrücken | Saar-vidék | 1 – 3    | NSZK       |

|   | Csapat     | Pont | M | Gy | D | V | G+ | G- |
| - | ---------- | ---- | - | -- | - | - | -- | -- |
| 1 | NSZK       | 7    | 4 | 3  | 1 | 0 | 12 | 3  |
| 2 | Saar-vidék | 3    | 4 | 1  | 1 | 2 | 4  | 8  |
| 3 | Norvégia   | 2    | 4 | 0  | 2 | 2 | 4  | 9  |

 NSZK jutott tovább.

### 2. csoport
| Időpont              | Helyszín  |            | Eredmény |            |
| -------------------- | --------- | ---------- | -------- | ---------- |
| 1953. május 25.      | Helsinki  | Finnország | 2 – 4    | Belgium    |
| 1953. május 28.      | Stockholm | Svédország | 2 – 3    | Belgium    |
| 1953. augusztus 5.   | Helsinki  | Finnország | 3 – 3    | Svédország |
| 1953. augusztus 16.  | Stockholm | Svédország | 4 – 0    | Finnország |
| 1953. szeptember 23. | Brüsszel  | Belgium    | 2 – 2    | Finnország |
| 1953. október 8.     | Brüsszel  | Belgium    | 2 – 0    | Svédország |

|   | Csapat     | Pont | M | Gy | D | V | G+ | G- |
| - | ---------- | ---- | - | -- | - | - | -- | -- |
| 1 | Belgium    | 7    | 4 | 3  | 1 | 0 | 11 | 6  |
| 2 | Svédország | 3    | 4 | 1  | 1 | 2 | 9  | 8  |
| 3 | Finnország | 2    | 4 | 0  | 2 | 2 | 7  | 13 |

 Belgium jutott tovább.

### 3. csoport
| Időpont            | Helyszín  |                | Eredmény |                |
| ------------------ | --------- | -------------- | -------- | -------------- |
| 1953. október 3.   | Belfast   | Észak-Írország | 1 – 3    | Skócia         |
| 1953. október 10.  | Cardiff   | Wales          | 1 – 4    | Anglia         |
| 1953. november 4.  | Glasgow   | Skócia         | 3 – 3    | Wales          |
| 1953. november 11. | Liverpool | Anglia         | 3 – 1    | Észak-Írország |
| 1954. március 31.  | Wrexham   | Wales          | 1 – 2    | Észak-Írország |
| 1954. április 3.   | Glasgow   | Skócia         | 2 – 4    | Anglia         |

|   | Csapat         | Pont | M | Gy | D | V | G+ | G- |
| - | -------------- | ---- | - | -- | - | - | -- | -- |
| 1 | Anglia         | 6    | 3 | 3  | 0 | 0 | 11 | 4  |
| 2 | Skócia         | 3    | 3 | 1  | 1 | 1 | 8  | 8  |
| 3 | Észak-Írország | 2    | 3 | 1  | 0 | 2 | 4  | 7  |
| 4 | Wales          | 1    | 3 | 0  | 1 | 2 | 5  | 9  |

 Anglia és  Skócia jutott tovább.

### 4. csoport
| Időpont              | Helyszín   |               | Eredmény |               |
| -------------------- | ---------- | ------------- | -------- | ------------- |
| 1953. szeptember 20. | Luxembourg | Luxemburg     | 1 – 6    | Franciaország |
| 1953. október 4.     | Dublin     | Írország      | 3 – 5    | Franciaország |
| 1953. október 28.    | Dublin     | Írország      | 4 – 0    | Luxemburg     |
| 1953. november 25.   | Párizs     | Franciaország | 1 – 0    | Írország      |
| 1953. december 27.   | Párizs     | Franciaország | 8 – 0    | Luxemburg     |
| 1954. március 7.     | Luxembourg | Luxemburg     | 0 – 1    | Írország      |

|   | Csapat        | Pont | M | Gy | D | V | G+ | G- |
| - | ------------- | ---- | - | -- | - | - | -- | -- |
| 1 | Franciaország | 8    | 4 | 4  | 0 | 0 | 20 | 4  |
| 2 | Írország      | 4    | 4 | 2  | 0 | 2 | 8  | 6  |
| 3 | Luxemburg     | 0    | 4 | 0  | 0 | 4 | 1  | 19 |

 Franciaország jutott tovább.

### 5. csoport
| Időpont              | Helyszín  |            | Eredmény |            |
| -------------------- | --------- | ---------- | -------- | ---------- |
| 1953. szeptember 27. | Bécs      | Ausztria   | 9 – 1    | Portugália |
| 1953. november 29.   | Lisszabon | Portugália | 0 – 0    | Ausztria   |

|   | Csapat     | Pont | M | Gy | D | V | G+ | G- |
| - | ---------- | ---- | - | -- | - | - | -- | -- |
| 1 | Ausztria   | 3    | 2 | 1  | 1 | 0 | 9  | 1  |
| 2 | Portugália | 1    | 2 | 0  | 1 | 1 | 1  | 9  |

 Ausztria jutott tovább.

### 6. csoport
| Időpont           | Helyszín  |               | Eredmény |               |
| ----------------- | --------- | ------------- | -------- | ------------- |
| 1954. január 6.   | Madrid    | Spanyolország | 4 – 1    | Törökország   |
| 1954. március 14. | Isztambul | Törökország   | 1 – 0    | Spanyolország |

|    | Csapat        | Pont | M | Gy | D | V | G+ | G- |
| -- | ------------- | ---- | - | -- | - | - | -- | -- |
| 1= | Spanyolország | 2    | 2 | 1  | 0 | 1 | 4  | 2  |
| 1= | Törökország   | 2    | 2 | 1  | 0 | 1 | 2  | 4  |

Spanyolország és Törökország azonos pontszámmal állt, így harmadik mérkőzésre került sor semleges helyszínen, Rómában.
1954. március 17., Róma, Olaszország -  Törökország 2 – 2  Spanyolország
 Törökország jutott tovább a sorsolás után.

### 7. csoport
Lengyelország visszalépett, így automatikusan  Magyarország jutott tovább.

### 8. csoport
| Időpont             | Helyszín |               | Eredmény |               |
| ------------------- | -------- | ------------- | -------- | ------------- |
| 1953. június 14.    | Prága    | Csehszlovákia | 2 – 0    | Románia       |
| 1953. június 28.    | Bukarest | Románia       | 3 – 1    | Bulgária      |
| 1953. szeptember 6. | Szófia   | Bulgária      | 1 – 2    | Csehszlovákia |
| 1953. október 11.   | Szófia   | Bulgária      | 1 – 2    | Románia       |
| 1953. október 25.   | Bukarest | Románia       | 0 – 1    | Csehszlovákia |
| 1953. november 8.   | Prága    | Csehszlovákia | 0 – 0    | Bulgária      |

|   | Csapat        | Pont | M | Gy | D | V | G+ | G- |
| - | ------------- | ---- | - | -- | - | - | -- | -- |
| 1 | Csehszlovákia | 7    | 4 | 3  | 1 | 0 | 5  | 1  |
| 2 | Románia       | 4    | 4 | 2  | 0 | 2 | 5  | 5  |
| 3 | Bulgária      | 1    | 4 | 0  | 1 | 3 | 3  | 7  |

 Csehszlovákia jutott tovább.

### 9. csoport
| Időpont            | Helyszín |             | Eredmény |             |
| ------------------ | -------- | ----------- | -------- | ----------- |
| 1953. november 13. | Kairó    | Egyiptom    | 1 – 2    | Olaszország |
| 1954. január 24.   | Milánó   | Olaszország | 5 – 1    | Egyiptom    |

|   | Csapat      | Pont | M | Gy | D | V | G+ | G- |
| - | ----------- | ---- | - | -- | - | - | -- | -- |
| 1 | Olaszország | 4    | 2 | 2  | 0 | 0 | 7  | 2  |
| 2 | Egyiptom    | 0    | 2 | 0  | 0 | 2 | 2  | 7  |

 Olaszország jutott tovább.

### 10. csoport
| Időpont           | Helyszín  |             | Eredmény |             |
| ----------------- | --------- | ----------- | -------- | ----------- |
| 1953. május 9.    | Belgrád   | Jugoszlávia | 1 – 0    | Görögország |
| 1953. november 1. | Athén     | Görögország | 1 – 0    | Izrael      |
| 1953. november 8. | Szkopje   | Jugoszlávia | 1 – 0    | Izrael      |
| 1954. március 7.  | Ramat Gan | Izrael      | 0 – 2    | Görögország |
| 1954. március 21. | Ramat Gan | Izrael      | 0 – 1    | Jugoszlávia |
| 1954. március 28. | Athén     | Görögország | 0 – 1    | Jugoszlávia |

|   | Csapat      | Pont | M | Gy | D | V | G+ | G- |
| - | ----------- | ---- | - | -- | - | - | -- | -- |
| 1 | Jugoszlávia | 8    | 4 | 4  | 0 | 0 | 4  | 0  |
| 2 | Görögország | 4    | 4 | 2  | 0 | 2 | 3  | 2  |
| 3 | Izrael      | 0    | 4 | 0  | 0 | 4 | 0  | 5  |

 Jugoszlávia jutott tovább.

### 11. csoport
Peru visszalépett.
| Időpont           | Helyszín          |          | Eredmény |          |
| ----------------- | ----------------- | -------- | -------- | -------- |
| 1954. február 14. | Asunción          | Paraguay | 4 – 0    | Chile    |
| 1954. február 21. | Santiago de Chile | Chile    | 1 – 3    | Paraguay |
| 1954. február 28. | Santiago de Chile | Chile    | 0 – 2    | Brazília |
| 1954. március 7.  | Asunción          | Paraguay | 0 – 1    | Brazília |
| 1954. március 14. | Rio de Janeiro    | Brazília | 1 – 0    | Chile    |
| 1954. március 21. | Rio de Janeiro    | Brazília | 4 – 1    | Paraguay |

|   | Csapat   | Pont | M | Gy | D | V | G+ | G- |
| - | -------- | ---- | - | -- | - | - | -- | -- |
| 1 | Brazília | 8    | 4 | 4  | 0 | 0 | 8  | 1  |
| 2 | Paraguay | 4    | 4 | 2  | 0 | 2 | 8  | 6  |
| 3 | Chile    | 0    | 4 | 0  | 0 | 4 | 1  | 10 |

 Brazília jutott tovább.

### 12. csoport
Az  Egyesült Államok valamennyi mérkőzését idegenben játszotta.
| Időpont            | Helyszín       |        | Eredmény |                  |
| ------------------ | -------------- | ------ | -------- | ---------------- |
| 1953. július 19.   | Mexikóváros    | Mexikó | 8 – 0    | Haiti            |
| 1953. december 27. | Port au Prince | Haiti  | 0 – 4    | Mexikó           |
| 1954. január 10.   | Mexikóváros    | Mexikó | 4 – 0    | Egyesült Államok |
| 1954. január 14.   | Mexikóváros    | Mexikó | 3 – 1    | Egyesült Államok |
| 1954. április 3.   | Port au Prince | Haiti  | 2 – 3    | Egyesült Államok |
| 1954. április 4.   | Port au Prince | Haiti  | 0 – 3    | Egyesült Államok |

|   | Csapat           | Pont | M | Gy | D | V | G+ | G- |
| - | ---------------- | ---- | - | -- | - | - | -- | -- |
| 1 | Mexikó           | 8    | 4 | 4  | 0 | 0 | 19 | 1  |
| 2 | Egyesült Államok | 4    | 4 | 2  | 0 | 2 | 7  | 9  |
| 3 | Haiti            | 0    | 4 | 0  | 0 | 4 | 2  | 18 |

 Mexikó jutott tovább.

### 13. csoport
Tajvan visszalépett.
| Időpont           | Helyszín |       | Eredmény |           |
| ----------------- | -------- | ----- | -------- | --------- |
| 1954. március 7.  | Tokió    | Japán | 1 – 5    | Dél-Korea |
| 1954. március 14. | Tokió    | Japán | 2 – 2    | Dél-Korea |

|   | Csapat    | Pont | M | Gy | D | V | G+ | G- |
| - | --------- | ---- | - | -- | - | - | -- | -- |
| 1 | Dél-Korea | 3    | 2 | 1  | 1 | 0 | 7  | 3  |
| 2 | Japán     | 1    | 2 | 0  | 1 | 1 | 3  | 7  |

 Dél-Korea jutott tovább.

## Továbbjutó országok
| Válogatott    | Világbajnoki szereplések | Egymás utáni világbajnoki szereplés | Utolsó világbajnoki szereplés |
| ------------- | ------------------------ | ----------------------------------- | ----------------------------- |
| Anglia        | 2.                       | 2                                   | 1950                          |
| Ausztria      | 2.                       | 1                                   | 1934                          |
| Belgium       | 4.                       | 1                                   | 1938                          |
| Brazília      | 5.                       | 5                                   | 1950                          |
| Csehszlovákia | 3.                       | 1                                   | 1938                          |
| Dél-Korea     | 1.                       | 1                                   | -                             |
| Franciaország | 4.                       | 1                                   | 1938                          |
| Jugoszlávia   | 3.                       | 2                                   | 1950                          |
| Magyarország  | 3.                       | 1                                   | 1938                          |
| Mexikó        | 3.                       | 2                                   | 1950                          |
| NSZK          | 3.                       | 1                                   | 1938                          |
| Olaszország   | 4.                       | 4                                   | 1950                          |
| Skócia        | 1.                       | 1                                   | -                             |
| Svájc (r)     | 4.                       | 4                                   | 1950                          |
| Törökország   | 1.                       | 1                                   | -                             |
| Uruguay (c)   | 3.                       | 2                                   | 1950                          |

(r) - rendezőként automatikus résztvevő
(c) - címvédőként automatikus résztvevő

## Érdekességek
- Törökország csapata volt az első és egyetlen, amely sorsolás után jutott ki világbajnokságra, miután a spanyolok elleni harmadik mérkőzés döntetlennel zárult.
- Ez volt az első alkalom, hogy Dél-Amerikában selejtezőt játszottak, korábban a jelentkezők alacsony száma vagy a visszalépések miatt minden válogatott automatikusan részt vehetett a tornán.
- Ez volt az egyetlen olyan nagy labdarúgótorna, amelynek selejtezőjében szerepelt az ekkoriban francia protektorátus alatt Saar-vidék alig három évig létező válogatottja.